# Martín Ponce
Martín Aarón Ponce Camacho (Celaya, 30 juni 1992) is een Mexicaans voetballer. In 2014 tekende hij bij Loros uit de Segunda División de México

## Clubcarrière
Op 10 mei 2013 werd bekend dat het Amerikaanse Chivas USA Ponce op huurbasis had overgenomen van Chivas Guadalajara, waar hij ook zijn jeugdopleiding doorliep. Op 12 mei maakte hij zijn debuut voor Chivas in een met 3-0 verloren wedstrijd tegen Portland Timbers. Op 1 juli 2014 tekende hij bij Loros.